# Scaevola glabrata
Scaevola glabrata är en tvåhjärtbladig växtart som beskrevs av R.C. Carolin. Scaevola glabrata ingår i släktet Scaevola och familjen Goodeniaceae. Inga underarter finns listade i Catalogue of Life.